# Талпин
Талпи́н (каз. Талпын) — село у складі Теректинського району Західноказахстанської області Казахстану. Входить до складу Акжаїцького сільського округу.
Населення — 304 особи (2021; 548 у 2009, 632 у 1999, 566 у 1989).